# NGC 6274
NGC 6274 este o galaxie situată în constelația Hercule. A fost descoperită în 28 iunie 1864 de către Albert Marth.